# Gaspard de Prony
Gaspard Clair François Marie Riche de Prony, francoski matematik in inženir, * 22. julij 1755, Chamelet, Beaujolais, Francija, † 29. julij 1839, Pariz.
Prony je deloval na področju hidravlike. Bil je glavni inženir École nationale des ponts et chaussées, to je francoske tehniške univerze v Parizu v sklopu École polytechnique.
Izkustveno je izpeljal Pronyjevo enačbo.
V mehaniki je Prony znan po Pronyjevi zavori, dinamometru, ki se uporablja za merjenje moči motorjev. V glasbi se po njem imenuje enota prony za merjenje intervalov med dvema zvenoma.